# Thaisa Serafini
Thaisa Serafini (nascida em 14 de fevereiro de 1985, em Caxias do Sul, no Rio Grande do Sul) é uma jogadora de squash brasileira.

## Vida pregressa
Aos 10 anos, foi influenciada a jogar squash por uma amiga que havia começado a jogar com o pai aos sete anos de idade. Dois anos depois, sonhava em ser campeã mundial no esporte. Sua primeira competição foi em Quito, no Equador, aos 17 anos.

## O Squash
| “ | Um esporte praticado com raquetes (fibra de carbono) e uma pequena bola oca preta de borracha. Disputado por dois ou quatro jogadores (em caso de partidas em duplas) em uma quadra, ou recinto fechado por quatro paredes, sendo a traseira de vidro. (YAHOO! Esportes, 2019) | ” |

Esse ainda é um esporte pouco conhecido da maioria dos brasileiros, tem custos elevados e ainda não é esporte olímpico (cogita-se sua inclusão em 2024, nas Olimpíadas de Paris). Para sobreviver no esporte, Thaisa deixou a casa dos pais aos 19 anos, algumas vezes teve bolsa-atleta, captou apoio através de sites de crowdfunding, deu aulas de squash, e passou por várias cidades no mundo, incluindo São Paulo, Filadélfia e Nova Iorque.

## Carreira
| “ | Thaísa chamou a atenção ao quebrar, aos 20 anos, a invencibilidade de 14 anos de Karen Redfern no Campeonato Brasileiro e vencer a veterana na final da competição. (UOL, 2007) | ” |

Thaisa Serafini jogou no PSA World Tour de 2007 a 2018 e conquistou dois títulos. Ela alcançou sua posição mais alta no ranking mundial com a classificação de número 56, em dezembro de 2012. Com a Seleção Brasileira de Squash, com o treinador Fernando Cecchi, participou de diversos Campeonatos Pan-Americanos e Jogos Pan-Americanos, além dos Jogos Sul-Americanos de 2010. Nos Jogos Sul-Americanos, ela conquistou a medalha de bronze nas duplas com Tatiana Borges, e a medalha de prata com a equipe.
Em 2012, ela se tornou vice-campeã pan-americana atrás de Diana García, na categoria individual. Ela também representou o Brasil nos Jogos Mundiais de Cali, em 2013, onde foi eliminada por Natalie Grinham nas oitavas de final.
Em 2018, se tornou a jogadora número 1 de squash do Brasil, ao derrotar a paulista Juliana Pereira e conquistar seu sétimo título no Circuito de Squash Profissional (NSB).
Fez parte da Confederação Brasileira de Squash dos Jogos Sul-americanos de Assunção 2022.

## Premiações
- Vice Campeã Pan-Americana: 2012
- Jogos Sul-Americanos: 1× prata (em equipe, em 2010), 1× bronze (em dupla, em 2010)
- Títulos PSA conquistados: 2º